# Aphilopota
Aphilopota es un género de polillas (heteróceros) de la familia Geometridae descritos por primera vez por William Warren en 1899. Se encuentra distribuido por África y partes de China. 

## Evolución biológica
Aphilopota tiene una directa conexión genética con el género Phthonosema de Asia, no muy distinto, aunque quizá más próximo, que la existente entre Palaeonyssia (polilla africana) y Nyssiodes (polilla asiática).
La fase original de estos géneros irradió desde el Extremo Oriente, avanzando a lo largo de la transición entre el Mioceno y el Plioceno, pasando por lo que hoy es el Mar Rojo, adentrándose en Abisinia y alcanzando la Gran Meseta Central. Una vez alcanzadas las tierras altas de Abisinia, se abrió una ruta amplia e ininterrumpida hacia las extensas mesetas del sur y centro de África. Tras su llegada al África Oriental Británica, surgió el nuevo género, Aphilopota, que, incluso más que Eubyja, era apto para la vida en esas regiones montañosas. Su fisiología era tan adaptable que pudo soportar las diversas condiciones presentes en las enormes mesetas centrales, hasta sus rincones más remotos, al sur, este y oeste, por donde avanzó hasta el presente.
Posteriormente, las perturbaciones y trastornos del Plioceno Temprano en Arabia y Palestina, abrieron la primera brecha en la continuidad de los géneros aliados, a la que seguirían mucho más tarde las incursiones ulteriores que dividían el género Phthonosema situado en el este de Asia y, lejos de ella, a sus aliados, Aphilopota y Eubyja, en África.

## Especies
- A. alloeomorpha Prout, 1938
- A. aspera Prout, 1938
- A. aspersa Prout, 1938
- A. caeca Prout, 1913
- A. calaria (Swinhoe, 1904)
- A. cardinalli Prout, 1954
- A. confusata (Warren, 1902)
- A. conturbata (Walker, 1863)
- A. cydno Prout, 1954
- A. decepta Janse, 1932
- A. dicampsis Prout, 1934
- A. euodia Prout, 1954
- A. exterritorialis (Strand, 1909)
- A. fletcheri Carcasson, 1965
- A. fletcheriana Viette, 1975
- A. foedata (Bastelberger, 1907)
- A. immatura Prout, 1938
- A. inspersaria (Guenée, 1858)
- A. interpellans (Butler, 1875)
- A. iphia Prout, 1954
- A. mailaria (Swinhoe, 1904)
- A. melanommata Prout, 1954
- A. melanomonata Prout, 1954
- A. melanostigma (Warren, 1904)
- A. nubilata Prout, 1954
- A. ochrimacula (Warren, 1902)
- A. otoessa Prout, 1954
- A. patulata (Walker, 1863)